# Liste des maires de Saint-Louis (Haut-Rhin)
Pour des articles plus généraux, voir Saint-Louis (Haut-Rhin), Bourgfelden et Neuweg.
Pour les articles homonymes, voir Saint-Louis.

## Saint-Louis
| Période    | Période     | Identité                            | Étiquette            | Qualité |
| ---------- | ----------- | ----------------------------------- | -------------------- | --- |
| 8/11/1793  | 28/10/1794  | Heinrich Beltz                      |                      | Maire |
| 28/10/1794 | 26/12/1795  | François-Joseph Freund              |                      | Maire |
| 26/12/1795 | 01/07/1800  | Heinrich Beltz                      |                      | Maire |
| 01/07/1800 | 10/03/1807  | Fridolin Schultz                    |                      | Maire |
| 10/03/1807 | 04/06/1815  | Joseph Freund                       |                      | Maire |
| 04/06/1815 | 07/03/1816  | Jacques Cron                        |                      | Maire |
| 07/03/1816 | 19/08/1850  | François Antoine Xavier Wittersbach |                      | Maire et Huissier de Justice |
| 28/09/1850 | 11/04/1852  | Pierre-Alexandre Batillat           |                      | Maire |
| 02/05/1852 | 17/08/1859  | Ignace Rist                         |                      | Maire |
| 22/10/1859 | 02/06/1864  | Octave Vogelsberger                 |                      | Maire |
| 02/06/1864 | 19/10/1867  | Auguste-Gabriel Minet               |                      | Maire |
| 19/10/1867 | 1873        | Adolphe Sylvestre Lauby             |                      | Maire |
| 1873       | 01/08/1888  | François-Joseph Freund              |                      | Maire |
| 01/08/1888 | 1893        | Eugène Wagner                       |                      | Maire |
| 1893       | 1906        | Adolphe Sylvestre Lauby             |                      | Maire |
| 1906       | 1913        | Jules-Paul Tilger                   |                      | Maire |
| 16/08/1914 | 07/03/1917  | Charles Haas                        |                      | Maire |
| 21/01/1919 | 10/12/1919  | Jules-Constant Wallart              |                      | Président de la commission municipale |
| 10/12/1919 | 15/05/1925  | Jules-Constant Wallart              |                      | Médecin - Président du Conseil général du Haut-Rhin de 1924 à 1928                                                                              |
| 15/05/1925 | 17/05/1935  | Alexandre Lauly                     | SFIO                 | Maire |
| 17/05/1935 | 01/09/1941  | Marcel Hurst                        | UPR                  | Chirurgien-dentiste |
| 01/09/1941 | 20/11/1944  | Wilhelm Schellenberg                | NSDAP                | Maire nazi de Weil et maire des villes fusionnées de Saint-Louis, Huningue et Bourgfelden                                                       |
| 20/11/1944 | 01/06/1945  | Jean Brandenburger                  |                      | Maire dès le jour de la libération de Saint-Louis                                                                                               |
| 11/07/1945 | 23/09/1945  | Paul Fichter                        |                      | « Président de la délégation municipale » |
| 23/09/1945 | 16/03/1957  | Marcel Hurst                        | UPR                  | 2e mandat, le 1er ayant eu lieu entre 1935 et 1941                                                                                              |
| 19/05/1957 | 14/03/1965  | Charles Kroepflé                    | UNR-UDT              | Maire |
| 14/03/1965 | 21/03/1971  | Georges Gissy                       | UPR                  | Maire |
| 21/03/1971 | †28/05/1987 | Théo Bachmann                       | DVD                  | Maire |
| 09/06/1987 | 25/03/1989  | Adolphe Cronimus                    |                      | Maire par intérim en remplacement de Théo Bachmann, mort durant son mandat, puis maire                                                          |
| 25/03/1989 | 14/09/2011  | Jean Ueberschlag                    | RPR puis UMP puis RS | Député-maire et dentiste |
| 24/09/2011 | †06/04/2020 | Jean-Marie Zoellé                   | DVD                  | Maire à la suite de la démission de Jean Ueberschlag puis élu en 2014 et réélu en 2020. Décède le 6 avril 2020 lors de la pandémie de Covid-19, |
| 23/05/2020 |             | Pascale Schmidiger                  | LR                   | Maire par intérim en remplacement de Jean-Marie Zoellé, mort durant son mandat lors de la pandémie de Covid-19, puis maire                      |

## Bourgfelden
Entre 1800 et 1953, date de la fusion avec Saint-Louis, 17 maires se sont succédé. Le plus long mandat, 42 ans, est celui d'Ambroise Drexler entre 1816 et 1858. Avec un an seulement, les plus courts sont ceux de Joseph Daub (1870-1871), dernier maire avant l'occupation allemande, et de M. Lauber (1903-1904), maire par intérim.
| Période    | Période    | Identité                | Étiquette  | Qualité                                                                                      |
| ---------- | ---------- | ----------------------- | ---------- | -------------------------------------------------------------------------------------------- |
| 1800       | 1803       | Christophe Dinthoff     |            | Marchand, agent municipal                                                                    |
| 1803       | †1815      | Joseph Le Beau          |            | Propriétaire-cultivateur                                                                     |
| 1816       | †1858      | Ambroise Drexler        |            | Propriétaire-cultivateur                                                                     |
| 1858       | 1861       | Adam-Jean Fix           |            | Douanier                                                                                     |
| 1861       | 1875       | Chrétien Lauber         |            | Fermier (il est anabaptiste)                                                                 |
| 1865       | 1870       | Joseph Reinlé           |            | Cordonnier-bottier                                                                           |
| 1870       | 1871       | Jacques Daub            |            | (dernier maire de la période française)                                                      |
| 1871       | 1884       | Joseph Zimmermann       |            | Exploitant agricole                                                                          |
| 1884       | †1892      | Charles Riescher (père) |            | Exploitant agricole                                                                          |
| 1892       | 1903       | Jean Zerr               |            | Boulanger                                                                                    |
| 1903       | 1904       | M. Lauber               |            | (maire par intérim)                                                                          |
| 14/08/1904 | 1925       | Charles Riescher (fils) |            | (fils de Charles Riescher (père))                                                            |
| 1925       | 1935       | Eugène Jordy            | Socialiste | Ouvrier                                                                                      |
| 1935       | 01/11/1941 | Henri Freyheit          |            | Typographe                                                                                   |
| 01/11/1941 | 20/11/1944 | Wilhelm Schellenberg    | NSDAP      | (Maire de Weil, Stadtkommissar de Hüningen-Sankt Ludwig, ville dont fait partie Bourgfelden) |
| 20/11/1944 | 1947       | Willy Reichardt         |            | (créateur de la fusion entre Saint-Louis et Bourgfelden)                                     |
| 1947       | 1953       | Eugène Charon           |            | Restaurateur, commerçant de vin, dernier maire de Bourgfelden                                |

## Neuweg
Neuweg possède une histoire politique exceptionnelle. En effet, la commune n'a connu que 8 municipalités entre le 12 juillet 1787, (date du règlement royal qui fixait la composition des différentes assemblées municipales) et le 24 février 1830, (date du rattachement avec Blotzheim). Plus étrange, Jean Schneylin, prend ses fonctions de maire dès janvier 1808 alors que le précédent, Fridolin Herzog, continue d'exercer les siennes. Ce n'est qu'un an plus tard, à la suite du trépas de ce dernier que M. Schneylin est vraiment nommé maire.
| Période                 | Période                    | Identité                    | Étiquette | Qualité                                                                                    |
| ----------------------- | -------------------------- | --------------------------- | --------- | ------------------------------------------------------------------------------------------ |
| 12/07/1787              | 1800                       | La première municipalité    |           |                                                                                            |
| 1800                    | † 08/03/1809               | Fridolin Herzog             |           | Cultivateur et agent municipal                                                             |
| janvier 1808            | 1815                       | Jean Schneylin              |           | Cultivateur de Schlierbach                                                                 |
| 1815                    | 1815                       | Jean Bingler                |           |                                                                                            |
| 1816                    | 1816                       | Jean Schneylin              |           | 2e mandat                                                                                  |
| 1816                    | 1821                       | Pierre Lang                 |           | Cultivateur et aubergiste                                                                  |
| 1821                    | 1822                       | Antoine Rothenburger        |           | Cultivateur et percepteur des contributions né à Blotzheim                                 |
| 1823                    | 24/02/1830                 | Pierre Lang                 |           | 2e mandat                                                                                  |
| 1830 (1828 à Blotzheim) | 1831                       | Jean-Hugues Chancel         |           | Chevalier de l'ordre de la Légion d'honneur, colonel en retraite et défenseur de Huningue. |
| 1831                    | 1835                       | François Bellot             |           | Propriétaire                                                                               |
| 1835                    | 1840                       | Laurent Eberhart            |           | Propriétaire-exploitant                                                                    |
| 1840                    | 1846                       | Sébastien Lieby             |           | Exploitant agricole                                                                        |
| 1846                    | 1848                       | Joseph Eby                  |           | Exploitant agricole                                                                        |
| 1848                    | 1852                       | François-Camille de Salomon |           | Propriétaire, châtelain et conseiller général de 1848 à 1852.                              |
| 1852                    | 1871                       | Thomas-Laurent Eberhart     |           | Exploitant agricole et conseiller général de 1876 à 1879                                   |
| 1871                    | 1881                       | Joseph Eby                  |           | 2e mandat                                                                                  |
| 1881                    | 1892                       | Jean Mulhaubt               |           | Exploitant agricole                                                                        |
| 1892                    | 1902                       | Nicolas Grienenberger       |           | Propriétaire-exploitant, meunier et conseiller général de 1888 à 1906                      |
| 1902                    | 1914                       | Laurent Mulhaupt            |           | Exploitant agricole                                                                        |
| 1914                    | 1919                       | Joseph Peter                |           | Exploitant agricole                                                                        |
| 1919                    | 1925                       | Louis Muller                |           | Exploitant agricole                                                                        |
| 1925                    | 1932                       | Joseph Eberhart             |           | Exploitant agricole                                                                        |
| 1932                    | 1935                       | Joseph Oberriether          |           | Maître boulanger                                                                           |
| 1935                    | 1953                       | Charles Wolf                |           | Employé de la SNCF                                                                         |
| 1953                    | 1958 (1967 pour Blotzheim) | Emile Gutleben              |           | Ancien capitaine, (chevalier de la légion d'honneur)                                       |

## Compléments

### Sources
- Saint-Louis, Porte de France, Paul-Bernard Munch, éditions Coprur